# راينهولد ماير
راينهولد ماير (بالألمانية: Reinhold Maier) (16 تشرين الأول 1889 - 19 آب 1971 في شورندورف) كان سياسي ألماني وزعيم الحزب الديمقراطي الحر من 1957-1960. من عام 1946 إلى عام 1952 شغل منصب رئيس وزراء ولاية فورتمبيرغ-بادن، ثم رئيس الوزراء الأول للولاية الجديدة بادن-فورتمبيرغ حتى عام 1953.
شغل منصب الرئيس الرابع للبوندسرات في 1952/53، وهو السياسي الوحيد من الحزب الديمقراطي الحر في التاريخ الألماني حتى الآن، بالإضافة إلى واحد من اثنين فقط من الرؤساء الذين لم يأتوا لا من حزب الاتحاد الديمقراطي المسيحي/الاتحاد الاجتماعي المسيحي أو الحزب الاجتماعي الديمقراطي (الآخر هو وينفريد كريتشمان من حزب التحالف '90 / الخضر وكان الرئيس 67 للبوندسرات في 2012/13).

## روابط خارجية
- راينهولد ماير على موقع مونزينجر (الألمانية)